# Theodor Scheinin
Theodor Mikael Scheinin, född 4 december 1924 i Helsingfors, död där 25 mars 2006, var en finländsk läkare, specialist i allmän kirurgi, thorax-, hjärt- och kärlkirurgi samt gastroenterologisk kirurgi. Han var far till professor Patrik Scheinin.
Scheinin blev medicine och kirurgie doktor 1958. Han verkade 1967–1971 som biträdande professor i kirurgi vid Åbo universitet och 1971–1989 som professor i kirurgi vid Helsingfors universitet samt överläkare vid Helsingfors universitetscentralsjukhus fjärde kirurgiska klinik.
Scheinins vetenskapliga arbeten, som spänner över ett brett fält av kirurgin, gällde främst experimentell kirurgi, blodkärls- och abdominalkirurgi samt levertransplantationer, senare även medicinsk historia. Med sina medarbetare utförde han 1982 de första levertransplantationerna i Finland.
Han var 1971–1979 generalsekreterare för Nordisk kirurgisk förening och 1986–1995 sakkunnig hos Sigrid Jusélius stiftelse, varav sex år som dess ordförande. Han var ordförande för Finska Läkaresällskapet 1980, för Gastroenterologföreningen i Finland 1983–1984 och för Kirurgföreningen i Finland 1985–1986.
För sina kliniska och vetenskapliga insatser erhöll Scheinin ett flertal pris och andra utmärkelser. Han utsågs till hedersmedlem i Finska läkaresällskapet, Kirurgföreningen i Finland, Gastroenterologföreningen i Finland och Nordisk kirurgisk förening. 1989 kallades han som den andre finländaren i historien (efter Väinö Seiro) till hedersmedlem i American College of Surgeons.